# Begegnung im Zwielicht
Begegnung im Zwielicht (Spotkania w mroku) ist eine deutsch-polnische Koproduktion des DEFA-Studios für Spielfilme und des Filmstudios Łódź, Gruppe „Start“ von Wanda Jakubowska aus dem Jahr 1960 nach dem Roman Laßt uns schreien von Stanisława Fleszarowa-Muskat. 

## Handlung
Die polnische Pianistin Magdalena Nowak befindet sich in den 1950er Jahren auf einer Konzerttournee durch Europa. Dabei gibt sie auch ein Konzert in der Bundesrepublik Deutschland, bei dem sie begeistert gefeiert wird. Hier bekommt sie einen Blumenstrauß mit einer Karte überreicht. Der Strauß und die Frage einer Journalistin, ob das ihre erste Reise nach Deutschland sei, lässt sie an die Vergangenheit denken.
Es beginnt in Warschau, als während des Zweiten Weltkriegs viele polnische Zivilisten von Angehörigen der Deutschen Wehrmacht in Güterwaggons gezwängt werden, um sie als Zwangsarbeiter nach Deutschland zu verschleppen. Für einen Teil ist in Elsheim die Fahrt zu Ende, und die Polen werden in eine Gaststätte gebracht, wo sie an Interessenten, die dafür eine Vermittlungsgebühr bezahlen müssen, aufgeteilt werden. Als Letzte wird Magdalena in die Schuhfabrik von Ernst Steinlieb vermittelt, wo sie an einer Schneidemaschine in ihre zukünftige Tätigkeit eingewiesen wird.
Die Gemeinschaftsunterkunft der Fremdarbeiter befindet sich mitten in der Stadt. Eines Tages hört Magdalena aus der nahegelegenen Kirche Orgelmusik und geht dorthin, um dem Spiel besser zuhören zu können. Der Organist hat nichts dagegen, obwohl er das „P“ als Polenabzeichen erkennt. Als sie jedoch beobachtet werden, wirft er sie hinaus, mit der Bemerkung, dass Ostarbeitern das Betreten der Kirche nicht gestattet sei. Wegen dieses Besuchs erhält der Fabrikant Steinlieb eine Strafe über 50 Mark, die er von Magdalena einfordert. Da sie diese Summe nicht bezahlen kann, soll sie das Geld mit Reinigungstätigkeiten in seinem Haus abarbeiten. Hier wird sie von der Haushälterin Lieschen empfangen, die sie einweist, in der großen Bibliothek des Hauses die Bücher vom Staub zu befreien. Doch plötzlich entdeckt sie in einem Nebenraum einen Flügel und kann nicht anders, als sofort darauf zu spielen. Dabei wird sie von Ernst Steinlieb beobachtet, der ihr als Anerkennung eine Rose schenkt. Außerdem braucht Magdalena nicht mehr an der für ihre Hände gefährlichen Maschine zu arbeiten, bekommt einen Platz im Büro der Schuhauslieferung und darf jederzeit den Flügel benutzen.
In der Auslieferung bekommt Magdalena einen Schreibtisch zugewiesen, der ihr zukünftiger Arbeitsplatz sein soll. Da sie noch keine Aufgabe hat, geht sie erst einmal durch das Lager und beobachtet ihre Kollegen, die bis auf den Meister Wenk ebenfalls Fremdarbeiter sind. Sie verpacken Stiefel in Säcke, die in ein KZ ausgeliefert werden sollen. Der zuständige SS-Kraftfahrer bestimmt, als er Magdalena sieht, dass sie als Begleiterin auf dem Lkw mitfahren soll. Im KZ entladen die Häftlinge den Lkw, während Magdalena die Säcke zu zählen hat. Dabei fällt aus einem Sack ein Stück Brot auf den Boden, das von der SS-Wachmannschaft gesehen wird. Da Magdalena behauptet, es sei von ihr, kann eine weitere Kontrolle der Säcke vermieden werden. Wieder zurück im Betrieb, sagt sie dem französischen Fremdarbeiter Gaston, dass alles gut gelaufen sei. Das nächste Mal möchte sie aber vorher über solche Aktionen, bei denen Lebensmittel in das KZ geschmuggelt werden, informiert werden.
In der Fremdarbeiter-Unterkunft wird gefeiert, da sich die Wehrmacht immer weiter auf dem Rückzug befindet. Als Magdalena die Polin Marysia weinend auf dem Flur findet, wird diese in ihr Zimmer gebracht, wo ihre Kolleginnen feststellen, dass sie schwanger ist und es deshalb Probleme gibt. Da der offizielle Amtsarzt nur Schwierigkeiten bereiten würde, bittet Magdalena Ernst Steinlieb um die Anschrift eines zuverlässigen Arztes, die sie auch nach einigem Zögern bekommt. Dann geht sie zu Dr. Häußler, der erst nicht mitgehen will, da er wegen seiner Frau, die Jüdin ist, mit Berufsverbot belegt wurde. Trotzdem geht er nach Einbruch der Dunkelheit mit Magdalena mit und hilft Marysia bei der Geburt ihres Kindes. 
Schnell spricht sich im Ort herum, dass Steinlieb in seinem Haus eine Polin beschäftigt. Der Ortsgruppenleiter Fidus persönlich begibt sich auf den Weg zum Fabrikanten, um ihm das Missfallen der NSDAP auszudrücken, doch Steinlieb lässt ihn abblitzen. Es dauert aber nicht lange, bis er seinen Stellungsbefehl an die Front erhält, obwohl ihn seine einflussreiche Tante in Berlin bisher davor bewahren konnte.
Eines Tages wird Marysias Sohn, der sich inzwischen zum Liebling aller polnischen Fremdarbeiterinnen entwickelt hat, von einer deutschen Krankenschwester unter Polizeischutz abgeholt. Die polnischen Frauen beschließen, nicht mehr zur Arbeit zu gehen, bis das Kind wieder bei seiner Mutter ist, werden aber mit Polizeigewalt in das Werk gebracht. Selbst ein Teil der Männer ist gegen diesen Streik, da sonst ihr Plan, in die Schweiz zu fliehen, aufgedeckt werden könnte. Doch jetzt kommt auch noch die SS in die Schuhfabrik, da das polnische Kind gesucht und hier vermutet wird, und nimmt viele der Polen gefangen. Magdalena geht nun, wie mit Gaston verabredet, in das Gartenhaus der Steinliebs und findet dort aber nur Marysia mit ihrem Sohn und Dominik, den Vater, der das Kind inzwischen befreit hat. Als Ernst Steinlieb in die Nähe der Gartenlaube kommt, geht Magdalena hinaus, um ihn abzulenken. Im Haus träumen beide davon, wie es gekommen wäre, wenn sie sich in Friedenszeiten kennengelernt hätten. Nach einem Fliegeralarm begibt sich Magdalena wieder in die Laube, wo inzwischen – der auf seiner Flucht aus der Gefangennahme schwer verletzte – Gaston eingetroffen ist. 
Nun geht sie erneut in die Stadt, um Dr. Häußler um Hilfe zu bitten. Der ist mit seiner Familie beim Kofferpacken, da er einen Umsiedlungsbescheid erhalten hat, geht aber trotzdem mit. Hierbei werden beide von einem Hitlerjungen beobachtet. Als sich in der Laube herausstellt, dass Dr. Häußler nach Auschwitz gebracht werden soll, erhält er das Angebot, mit in die Schweiz zu fliehen. Da Gaston nicht in der Lage ist, die nächsten Schritte zu unternehmen, bekommt Magdalena den Auftrag, den Verbindungsmann in der Stadt aufzusuchen, und trifft dabei auf Wenk. Schnell sucht der einige Sachen zum Anziehen zusammen und gibt Magdalena einen Pass, mit dem sie nach Polen, wo die Rote Armee bereits kurz vor Warschau steht, fliehen kann. Auf dem Weg in die Laube sehen sie Dr. Häußler und seine Familie, wie sie von Nationalsozialisten durch die Stadt getrieben werden. Der Hitlerjunge hat ihn verraten und auch erwähnt, dass er mit Magdalena unterwegs war. Nun bleibt für sie kein anderer Ausweg, als sich sofort in Richtung Bahnhof zu begeben. Hier wird sie von Soldaten zum Bau eines Schützengrabens eingesetzt.
Nach ihrem Konzert fährt Magdalena mit ihrem Auto nach Elsholz, um Ernst Steinlieb aufzusuchen. Die Freude des Wiedersehens überwältigt beide, bis die Hausdame Herrn Steinlieb, der jetzt einer von mehreren Direktoren in einem großen Konzern ist, daran erinnert, dass er in einem Prozess als Zeuge aussagen soll. Magdalena fährt mit, und als der Direktor in den Gerichtssaal geht, darf sie mit seinem Mercedes-Benz durch die Gegend fahren. Nach der Rückkehr erfährt sie, dass der Meister Wenk als Angeklagter vor dem Gericht steht, wobei es um Protestaktionen gegen Atomwaffen geht. Dabei kommt auch Wenks antifaschistischer Kampf zur Sprache. Magdalena geht in den Gerichtssaal, und als Steinlieb in seiner Zeugenaussage behauptet, dass es in seinem Betrieb während des Krieges keine illegale Arbeit gegeben habe, widerspricht sie ihm energisch und klärt ihn auf, dass Wenk ihr und anderen das Leben gerettet habe. Jetzt gibt es für sie keinen Grund mehr, die Verbindung mit Ernst aufrechtzuerhalten, und sie verlässt ohne Worte die Stadt.

## Produktion und Veröffentlichung
Bei der DEFA hatte der Schwarzweißfilm den Arbeitstitel Nach jenen Jahren. Das Szenarium lag in den Händen von Wanda Jakubowska, Stanisława Fleszarowa-Muskat und Hanns Julius Wille. Für die Dramaturgie war Egon Günther verantwortlich. 
Begegnung im Zwielicht hatte seine Uraufführung am 16. Mai 1960 in Warschau. Seine deutsche Erstaufführung erlebte der Film am 19. Juli 1960 im Berliner Filmtheater Colosseum aus Anlass des 16. Jahrestages der Gründung der Volksrepublik Polen. Der Anlauf in den Kinos der DDR erfolgte am 2. Dezember 1960 im Berliner Kino Babylon.

## Kritik
In der Neuen Zeit bemerkte - ch.:

„In kraftvollen Gegenüberstellungen, in ausdrucksstarken Bildsymbolen sind die Gegensätze, die ‚Begegnung im Zwielicht‘ bestimmen, auf einprägsame Formeln gebracht. Die Schrecken der Vergangenheit werden beklemmend wach, die Gefahren der Gegenwart sind eindringlich dargestellt. […] ‚Begegnung im Zwielicht‘ zwingt zum Nachdenken, läßt aus dem Gewesenen Erkenntnisse für Gegenwart und Zukunft wachsen.“

Das Lexikon des internationalen Films vertritt die Meinung, dass der Film zum Teil eindrucksvoll sei, aber auch ein sehr nach Schablone gestaltetes Drama darstelle.